# Cyril Suk
Cyril Suk (* 29. ledna 1967 Praha, Československo) je bývalý československý a český tenista. Specializoval se pouze na čtyřhru, v průběhu kariéry v ní vyhrál US Open 1998, čtyřikrát smíšenou čtyřhru na Grand Slamu a 32 turnajů na okruhu ATP.
Pochází ze tenisové rodiny. Jeho matka Věra Suková hrála finále dvouhry ve Wimbledonu v roce 1962. Otec Cyril Suk působil v letech 1980–1990 jako předseda Československého tenisového svazu. Sestra Helena Suková je psycholožka a bývalá tenistka. Pradědem byl spisovatel, překladatel a pedagog Václav František Suk.
V roce 1985 vyhrál s Petrem Kordou čtyřhru juniorů na French Open v Paříži.
V roce 2003 působil jako nehrající kapitán týmu Česka v Davisově poháru. V dubnu 2008 opustil prostředí tenisu a stal se manažerem v hokejovém klubu BK Mladá Boleslav, kde působil nejprve na postu generálního manažera a poté marketingového manažera.

## Finále na Grand Slamu

#### Mužská čtyřhra: 1 (1–0)
| Stav  | rok  | turnaj  | povrch | spoluhráč     | soupeři ve finále          | výsledek      |
| ----- | ---- | ------- | ------ | ------------- | -------------------------- | ------------- |
| Vítěz | 1998 | US Open | tvrdý  | Sandon Stolle | Daniel Nestor Mark Knowles | 4–6, 7–6, 6–2 |

#### Smíšená čtyřhra: 7 (4–3)
| Stav      | rok  | turnaj          | povrch | spoluhráčka       | soupeři ve finále                   | výsledek            |
| --------- | ---- | --------------- | ------ | ----------------- | ----------------------------------- | ------------------- |
| Vítěz     | 1991 | French Open     | antuka | Helena Suková     | Caroline Visová Paul Haarhuis       | 3–6, 6–4, 6–1       |
| Vítěz     | 1992 | Wimbledon       | tráva  | Larisa Neilandová | Miriam Oremansová Jacco Eltingh     | 7-6(2) 6-2          |
| Finalista | 1995 | Australian Open | tvrdý  | Gigi Fernándezová | Nataša Zverevová Rick Leach         | 6–7(4), 7–6(3), 4–6 |
| Finalista | 1995 | Wimbledon       | tráva  | Gigi Fernándezová | Martina Navrátilová Jonathan Stark  | 4–6, 4–6            |
| Finalista | 1995 | US Open         | tvrdý  | Gigi Fernándezová | Meredith McGrathová Matt Lucena     | 4–6, 4–6            |
| Vítěz     | 1996 | Wimbledon       | tráva  | Helena Suková     | Larisa Neilandová Mark Woodforde    | 1–6, 6–3, 6–2       |
| Vítěz     | 1997 | Wimbledon       | tráva  | Helena Suková     | Larisa Neilandová Andrej Olchovskij | 4–6, 6–3, 6–4       |

## Finále na turnajích okruhu ATP

### Čtyřhra: vítěz (32)
| Č.  | Datum | Turnaj                      | Povrch    | Partner         | Soupeři ve finále                    | Výsledek       |
| 1.  | 1989  | St. Vincent, Itálie         | antuka    | Josef Čihák     | Massimo Cierro Alessandro De Minicis | 6-4, 6-2       |
| 2.  | 1991  | Praha, Československo       | antuka    | Vojtěch Flégl   | Libor Pimek Daniel Vacek             | 6-4, 6-2       |
| 3.  | 1991  | Toulouse, Francie           | tvrdý (h) | Tom Nijssen     | Jeremy Bates Kevin Curren            | 4-6, 6-3, 7-6  |
| 4.  | 1991  | Lyon, Francie               | koberec   | Tom Nijssen     | Steve DeVries David Macpherson       | 7-6, 6-3       |
| 5.  | 1992  | Stuttgart, Německo          | koberec   | Tom Nijssen     | John Fitzgerald Anders Järryd        | 6-3, 6-7, 6-3  |
| 6.  | 1992  | Basilej, Švýcarsko          | tvrdý (h) | Tom Nijssen     | Karel Nováček David Rikl             | 6-3, 6-4       |
| 7.  | 1993  | Halle, Německo              | tráva     | Petr Korda      | Mike Bauer Marc-Kevin Goellner       | 7-6, 5-7, 6-3  |
| 8.  | 1993  | Stuttgart, Německo          | antuka    | Tom Nijssen     | Gary Muller Piet Norval              | 3-6, 6-2, 6-3  |
| 9.  | 1993  | New Haven, USA              | tvrdý     | Daniel Vacek    | Steve DeVries David Macpherson       | 7-5, 6-4       |
| 10. | 1994  | Oahu, USA                   | tvrdý     | Tom Nijssen     | Alex O'Brien Jonathan Stark          | 6-4, 6-4       |
| 11. | 1994  | Milán, Itálie               | koberec   | Tom Nijssen     | Hendrik Jan Davids Piet Norval       | 4-6, 7-6, 7-6  |
| 12. | 1995  | Nice, Francie               | antuka    | Daniel Vacek    | Luke Jensen David Wheaton            | 3-6, 7-6, 7-6  |
| 13. | 1995  | Řím, Itálie                 | antuka    | Daniel Vacek    | Jan Apell Jonas Björkman             | 6-3, 6-4       |
| 14. | 1995  | Long Island, USA            | tvrdý     | Daniel Vacek    | Rick Leach Scott Melville            | 5-7, 7-6, 7-6  |
| 15. | 1995  | Basilej, Švýcarsko          | tvrdý (h) | Daniel Vacek    | Mark Keil Peter Nyborg               | 3-6, 6-3, 6-3  |
| 16. | 1996  | Ostrava, Česko              | koberec   | Sandon Stolle   | Ján Krošlák Karol Kučera             | 7-6, 6-3       |
| 17. | 1997  | Moskva, Rusko               | koberec   | Martin Damm     | David Adams Fabrice Santoro          | 6-4, 6-3       |
| 18. | 1997  | Scottsdale, USA             | tvrdý     | Michael Tebbutt | Kent Kinnear David Wheaton           | 4-6, 6-1, 7-6  |
| 19. | 1998  | US Open , New York          | tvrdý     | Sandon Stolle   | Mark Knowles Daniel Nestor           | 4-6, 7-6, 6-2  |
| 20. | 1999  | Gstaad, Švýcarsko           | antuka    | Donald Johnson  | Aleksandar Kitinov Eric Taino        | 7-5, 7-6       |
| 21. | 2000  | s’Hertogenbosch, Nizozemsko | tráva     | Martin Damm     | Paul Haarhuis Sandon Stolle          | 6-4, 6-7, 7-6  |
| 22. | 2000  | Kitzbühel, Rakousko         | antuka    | Pablo Albano    | Joshua Eagle Andrew Florent          | 6-1, 7-5       |
| 23. | 2002  | Delray Beach, USA           | tvrdý     | Martin Damm     | David Adams Ben Ellwood              | 6-4, 6-7, 10-5 |
| 24. | 2002  | Řím, Itálie                 | antuka    | Martin Damm     | Wayne Black Kevin Ullyett            | 7-5, 7-5       |
| 25. | 2002  | s’Hertogenbosch, Nizozemsko | tráva     | Martin Damm     | Paul Haarhuis Brian MacPhie          | 7-6, 6-7, 6-4  |
| 26. | 2003  | Dauhá, Katar                | tvrdý     | Martin Damm     | Mark Knowles Daniel Nestor           | 6-4, 7-6(8)    |
| 27. | 2003  | s’Hertogenbosch, Nizozemsko | tráva     | Martin Damm     | Donald Johnson Leander Paes          | 7-5, 7-6(4)    |
| 28. | 2003  | Kitzbühel, Rakousko         | antuka    | Martin Damm     | Jürgen Melzer Alexander Peya         | 6-4, 6-4       |
| 29. | 2004  | Dauhá, Katar                | tvrdý     | Martin Damm     | Stefan Koubek Andy Roddick           | 6-2, 6-4       |
| 30. | 2004  | s’Hertogenbosch, Nizozemsko | tráva     | Martin Damm     | Lars Burgsmüller Jan Vacek           | 6-3, 6-7, 6-3  |
| 31. | 2004  | Vídeň, Rakousko             | tvrdý (h) | Martin Damm     | Gastón Etlis Martín Rodríguez        | 6-7, 6-4, 7-6  |
| 32. | 2005  | s’Hertogenbosch, Nizozemsko | tráva     | Pavel Vízner    | Tomáš Cibulec Leoš Friedl            | 6-3, 6-4       |

### Čtyřhra: finále (27)
| Č.  | Datum | Turnaj                              | Povrch    | Partner            | Soupeři ve finále                   | Výsledek       |
| 1.  | 1989  | Stuttgart, Německo                  | antuka    | Florin Segărceanu  | Petr Korda Tomáš Šmíd               | 6-7, 6-3, 6-1  |
| 2.  | 1991  | Milán, Itálie                       | koberec   | Tom Nijssen        | Omar Camporese Goran Ivaniševič     | 6-4, 7-6       |
| 3.  | 1991  | Estoril, Portugalsko                | antuka    | Tom Nijssen        | Paul Haarhuis Mark Koevermans       | 6-3, 6-3       |
| 4.  | 1991  | Stockholm, Švédsko                  | koberec   | Tom Nijssen        | John Fitzgerald Anders Järryd       | 7-5, 6-3       |
| 5.  | 1992  | Gstaad, Švýcarsko                   | antuka    | Petr Korda         | Hendrik Jan Davids Libor Pimek      | W/O            |
| 6.  | 1992  | Bolzano, Itálie                     | koberec   | Tom Nijssen        | Anders Järryd Bent-Ove Pedersen     | 6-1, 6-7, 6-3  |
| 7.  | 1993  | Milán, Itálie                       | koberec   | Tom Nijssen        | Mark Kratzmann Wally Masur          | 4-6, 6-3, 6-4  |
| 8.  | 1993  | Paříž, Francie                      | koberec   | Tom Nijssen        | Byron Black Jonathan Stark          | 7-6, 6-4       |
| 9.  | 1995  | Stuttgart, Německo                  | koberec   | Daniel Vacek       | Grant Connell Patrick Galbraith     | 6-2, 6-2       |
| 10. | 1995  | Washington D.C., USA                | tvrdý     | Petr Korda         | Olivier Delaître Jeff Tarango       | 4-6, 6-2, 6-2  |
| 11. | 1995  | Bukurešť, Rumunsko                  | antuka    | Daniel Vacek       | Mark Keil Jeff Tarango              | 6-4, 7-6       |
| 12. | 1995  | Essen, Německo                      | koberec   | Daniel Vacek       | Jacco Eltingh Paul Haarhuis         | 7-5, 6-7, 6-4  |
| 13. | 1996  | Rotterdam, Nizozemsko               | koberec   | Hendrik Jan Davids | David Adams Marius Barnard          | 6-3, 5-7, 7-6  |
| 14. | 1996  | Cincinnati, USA                     | tvrdý     | Sandon Stolle      | Mark Knowles Daniel Nestor          | 6-2, 7-5       |
| 15. | 1996  | Indianapolis, USA                   | tvrdý     | Petr Korda         | Jim Grabb Richey Reneberg           | 6-0, 7-5       |
| 16. | 1997  | Dubaj, SAE                          | tvrdý     | Sandon Stolle      | Sander Groen Goran Ivaniševič       | 7-6, 6-3       |
| 17. | 1997  | Antverpy, Belgie                    | tvrdý (h) | Sandon Stolle      | David Adams Olivier Delaitre        | 3-6, 6-2, 6-1  |
| 18. | 1997  | London/Queen's Club, Velká Británie | tráva     | Sandon Stolle      | Mark Philippoussis Patrick Rafter   | 6-4, 7-5       |
| 19. | 1998  | Gstaad, Švýcarsko                   | antuka    | Daniel Orsanic     | Gustavo Kuerten Fernando Meligeni   | 6-4, 7-5       |
| 20. | 2001  | s’Hertogenbosch, Nizozemsko         | tráva     | Martin Damm        | Paul Haarhuis Sjeng Schalken        | 6-4, 6-4       |
| 21. | 2002  | Auckland, Nový Zéland               | tvrdý     | Martín García      | Jonas Björkman Todd Woodbridge      | 7-6, 7-6       |
| 22. | 2003  | Halle, Německo                      | tráva     | Martin Damm        | Jonas Björkman Todd Woodbridge      | 6-3, 6-4       |
| 23. | 2003  | Long Island, USA                    | tvrdý     | Martin Damm        | Robbie Koenig Martín Rodríguez      | 6-3, 7-6       |
| 24. | 2004  | Marseille, Francie                  | tvrdý (h) | Martin Damm        | Mark Knowles Daniel Nestor          | 7-5, 6-3       |
| 25. | 2005  | Rotterdam, Nizozemsko               | tvrdý (h) | Pavel Vízner       | Jonathan Erlich Andy Ram            | 6-4, 4-6, 6-3  |
| 26. | 2006  | Pörtschach, Rakousko                | antuka    | Oliver Marach      | Paul Hanley Jim Thomas              | 6-3, 4-6, 10-5 |
| 27. | 2006  | Kitzbühel, Rakousko                 | antuka    | Oliver Marach      | Philipp Kohlschreiber Stefan Koubek | 6-2, 6-3       |

## Davisův pohár (10)
Cyril Suk se zúčastnil 10 utkání v Davisově poháru, hrál pouze čtyřhru, s bilancí 6-4.